# Chase Stadium
El Chase Stadium (anteriormente llamado DRV PNK Stadium) es un estadio específico de fútbol ubicado en la ciudad de Fort Lauderdale, Florida, Estados Unidos (dentro del área metropolitana de Miami). Situado en el lugar donde se localizaba el anterior Lockhart Stadium, el inmueble tiene capacidad para 21 550 espectadores, y es la sede temporal del club Inter Miami de la Major League Soccer hasta la finalización del Miami Freedom Park (situado en la ciudad homónima), además será la sede permanente del filial Inter Miami II y de la academia del club. El estadio tiene una orientación sur-norte para la configuración de fútbol, lo que impide que el sol lastime los ojos de los porteros cuando se disputan partidos de día.

## Historia

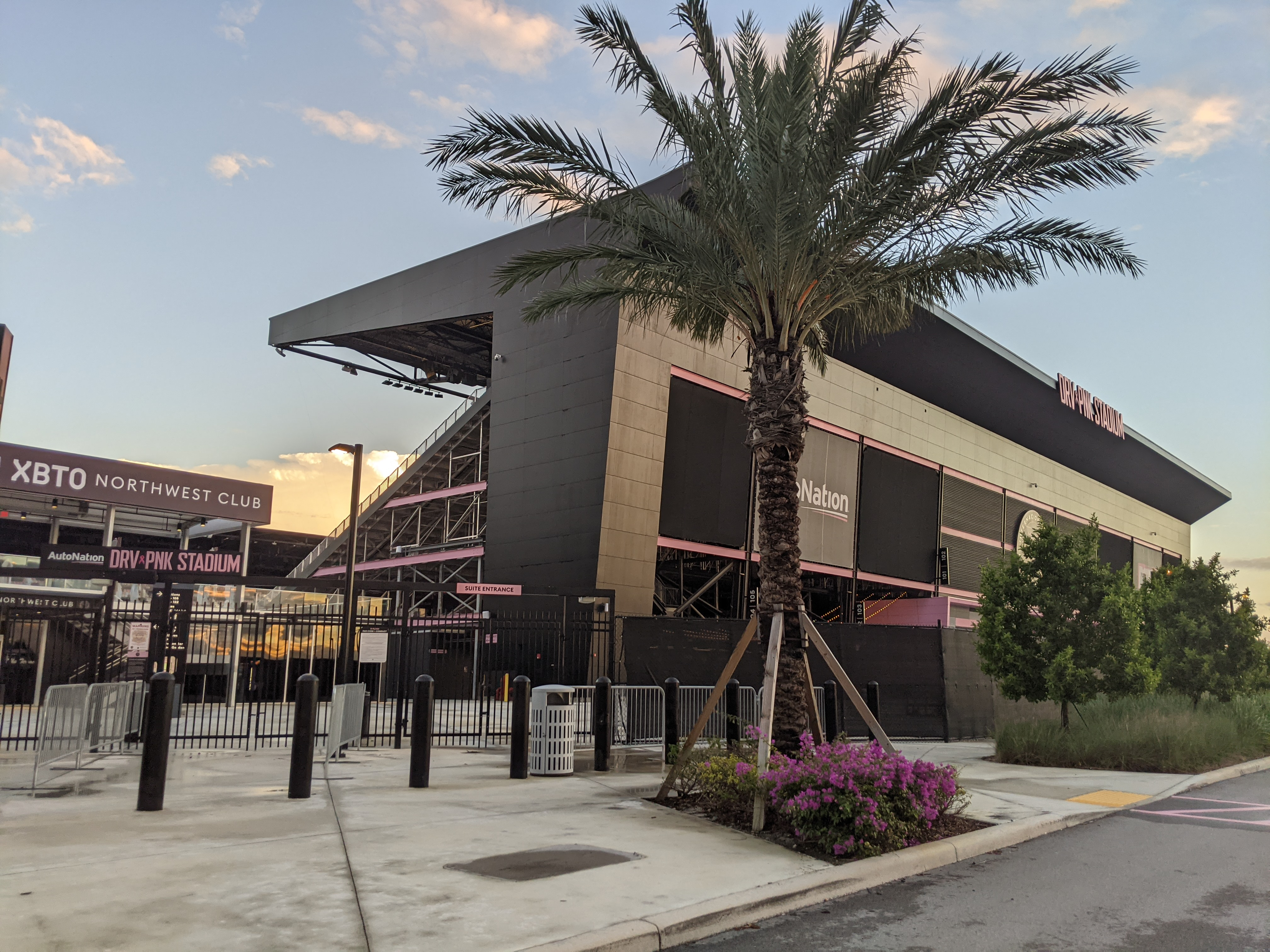
Accesos del estadio.

En 2019 se construyó en los terrenos del antiguo Lockhart Stadium el nuevo Inter Miami CF Stadium, que será la sede de la escuela de fútbol (Academia) del Club Internacional de Fútbol Miami y de su equipo filial, el Fort Lauderdale CF, así como campo de entrenamiento del primer equipo. También será el terreno de juego del primer equipo en la Major League Soccer, hasta que se termine de construir su estadio en Miami, el Miami Freedom Park.

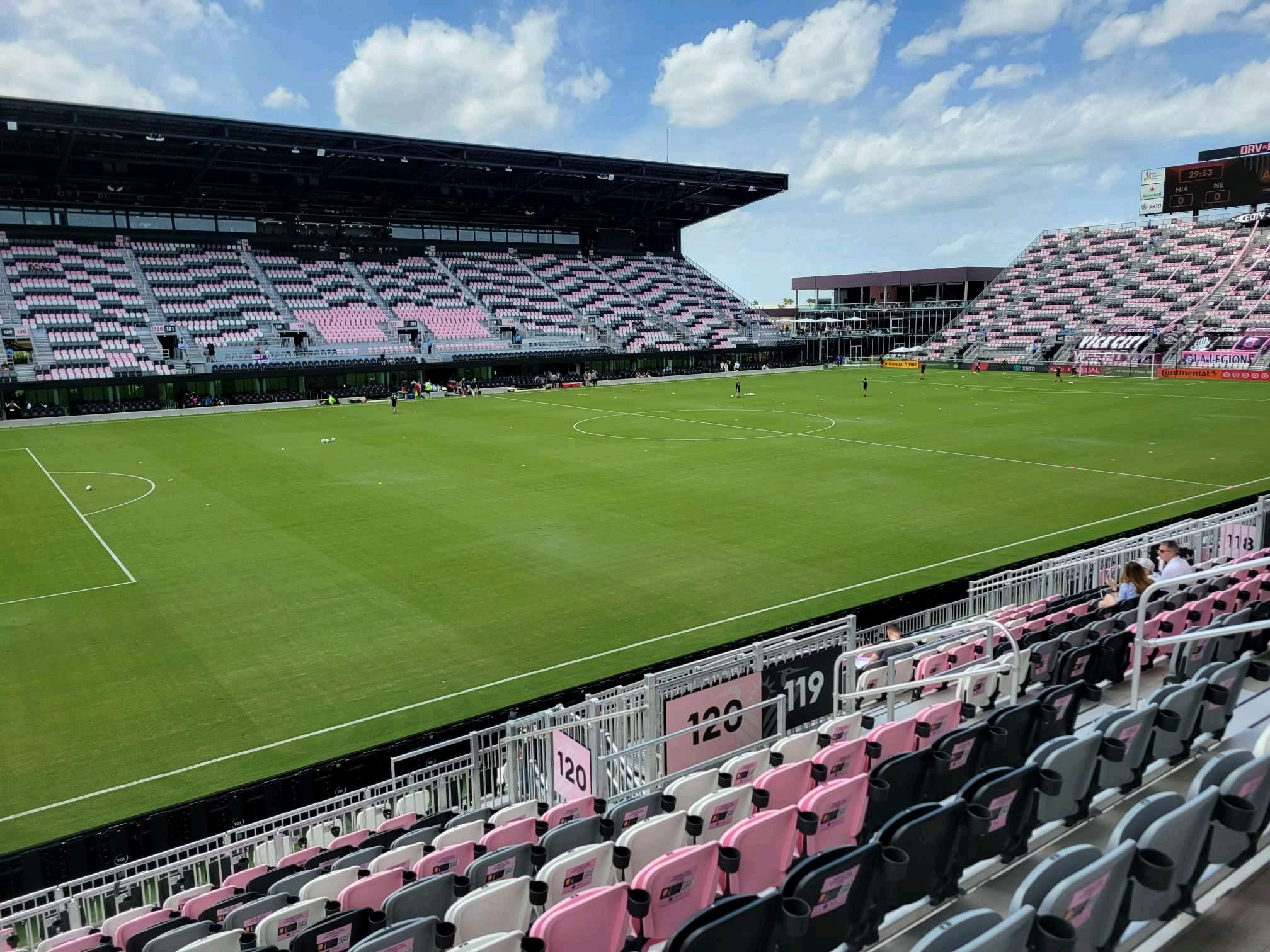
Interior del estadio.

El Inter Miami disputó sus dos primeras temporadas en el Inter Miami CF Stadium, situado en los terrenos del antiguo Lockhart Stadium de Fort Lauderdale, a unos 39 kilómetros al norte de Miami. La Comisión de la ciudad aprobó en julio de 2019 el plan de renovación del complejo, que incluía la construcción de un nuevo estadio de fútbol con capacidad para 18.000 espectadores (con la llegada de Lionel Messi al club se amplió a 21.550 espectadores), así como un centro de entrenamiento y varios campos de fútbol para uso de las categorías inferiores del club.